# رودوپسین
رودوپسین (به انگلیسی: Rhodopsin)، یک رنگدانه زیستی است که در سلول‌های حساس به نور شبکیه وجود دارد و مسئول نخستین اتفاق در هنگام احساس نور است.

## کارکرد
رودوپسین از گروه گیرنده‌های جفت‌شونده G پروتئین است. این رنگدانه ارغوانی در غشای یاخته‌های استوانه‌ای شبکیه وجود دارد و به نور کم حساس است. این رنگدانه از دو جزء اپسین (Opsin) و رتینال (آلدئیدویتامین آ) تشکیل شده است. گروه مولکول‌های رنگی 11 سیس رتینال هنگامی که در معرض نور قرار می گیرند به ایزومر رتینال ترانس تغییر حالت می‌دهند. از ایزومریزاسیون همین مولکول رودوپسین است که با واسطه اپسین گیرنده G پروتئین فعال شده و سیگنال‌های محرک به مغز ارسال می‌شود.
ترکیب‌های دیگری از این رنگدانه مانند melanopsin در دیگر پستانداران دیده میشود.

## ویتامین آ
رودوپسین (رنگدانهٔ مسئول دیدن در نور کم) در شبکیه چشم وجود دارد و از یک پروتئین به نام اوپسین و رتینال (نوع فعال ویتامین آ) تشکیل می‌شود. چون رتینال در واقع فرم الدئیدی ویتامین آ است و از آن تولید می‌شود، به همین دلیل کمبود ویتامین آ در رژیم غذایی موجب اختلال در ایجاد رودوپسین در چشم و نهایتاً شب‌کوری می‌شود.